# Уленброк, Курт
Курт Роберт Эрих Вилли Ганс Уленброк (нем. Kurt Robert Erich Willy Hans Uhlenbroock; 2 марта 1908, Росток, Германская империя — 7 августа 1992, Гамбург, Германия) — штурмбаннфюрер СС, главный врач концлагеря Освенцим.

## Биография
Курт Уленброк родился 2 марта 1908 года в семье торговца. По образованию был дипломированным хирургом. В 1933 году вступил в Штурмовые отряды (СА), а в 1937 году — в НСДАП (билет № 3982866). С 1938 года работал врачом в полиции Гамбурга. В начале января 1940 года был зачислен в войска СС (№ 391825) и служил врачом в штабе 4-й полицейской моторизованной дивизии СС. С 22 февраля по 18 марта 1942 года служил в запасном батальоне СС в Ораниенбурге, а с начала июня 1942 года в санитарном управлении СС в Берлине. 17 августа 1942 года был переведён в концлагерь Освенцим, где до 1 сентября 1942 года являлся главным врачом в лагере. В Освенциме Уленброк заразился сыпным тифом, вследствие чего он был заменён Эдуардом Виртсом. После выздоровления с 25 ноября 1942 года служил в 5-й танковой дивизии СС «Викинг». В середине июля 1943 года был переведён в санитарное управление полиции порядка. В рядах Войск СС Уленброк дослужился до звания штурмбаннфюрера СС.

### После войны
После войны занимался частной медицинской практикой в Гамбурге, а также проработал в различных гамбургских больницах. В ходе расследования в рамках процесса над бывшими служащими концлагеря Освенцим во Франкфурте-на-Майне 14 ноября 1960 года Уленброк был арестован в Гамбурге и допрошен. 17 ноября 1960 года в ходе допроса он ответил следователю: «Я сам был как заключённый СС в Освенциме». Уленброка следователи нашли благодаря списку военных преступников, составленному американцами и предоставленному бывшим заключённым Освенцима Германом Лангбайном. Этот список включал в себя 599 поимённо названных обвиняемых. Уленброк числился в нём под номером 561. Ему вменялось в вину использование лагерных врачей для селекции узников по прибытии в лагерь и приказание проведений селекций в лазарете для заключённых. 29 ноября 1960 года был освобождён, а дальнейшее преследование было прекращено из-за отсутствия доказательств и свидетелей. 4 сентября 1964 года был заслушан в качестве свидетеля на Франкфуртском Освенцимском процессе.